# Mike Brennan (Basketballspieler)
Michael Richard Brennan (* 18. Mai 1972 in Elizabeth (New Jersey)) ist ein ehemaliger US-amerikanisch-irischer Basketballspieler.

## Laufbahn
Brennan war als Aufbauspieler (1,83 Meter groß) von 1990 bis 1994 Mitglied der Princeton University und gewann mit der Mannschaft zweimal den Meistertitel in der Ivy League. Er war in den Spieljahren 1992/93 und 1993/94 mit jeweils mehr als 37 Einsatzzeit pro Partie uneingeschränkt Stammspieler der Mannschaft. Brennan erzielte seinen besten Punkteschnitt in der Saison 1993/94 (8,1/Spiel), mit 2,8 Korbvorlagen je Begegnung war das Spieljahr 1992/93 sein bestes in dieser statistischen Wertung.
Als Berufsbasketballspieler war Brennan, der neben der US-amerikanischen auch die irische Staatsangehörigkeit besitzt, in Belgien, Deutschland und Portugal beschäftigt. In der Saison 1996/97 stand er in der Basketball-Bundesliga bei Bayer Leverkusen unter Vertrag. Mit den Rheinländern erreichte er das Bundesliga-Halbfinale und nahm an der Europaliga teil.
Zur Saison 1997/98 wechselte Brennan innerhalb der Bundesliga zur SG Braunschweig. Er trug in 23 Ligapartien das Hemd der Niedersachsen und erreichte Mittelwerte von 4,3 Punkten und 2,2 Korbvorlagen je Einsatz. Brennan schied mit Braunschweig im Bundesliga-Viertelfinale aus. Im Vorfeld der Saison 1998/99 unterschrieb er einen Vertrag beim belgischen Erstligisten Verviers-Pepinster.
Brennan wurde nach dem Ende seiner Spielerzeit in den Vereinigten Staaten im Trainerberuf tätig. Er gehörte sieben Jahre als Assistenztrainer zum Stab der Princeton University, anschließend hatte er das Amt von 2007 bis 2009 an der American University in Washington, D.C. inne. Im Juni 2009 trat er eine Stelle als Assistenztrainer an der Georgetown University an und blieb bis 2013 im Amt. Bei Georgetown war er unter anderem an der Ausbildung von Greg Monroe und Otto Porter beteiligt. Ende April 2013 kehrte er an die American University zurück und bekam dort das Cheftraineramt übertragen. Brennan war bis März 2023 an der Hochschule tätig.
Im Spieljahr 2023/24 war Brennan Assistenztrainer an der Loyola University Maryland, 2024 wechselte er an die Cornell University, wurde dort gleichfalls Assistenztrainer wurde. 2025 kehrte er an die Princeton University zurück und wurde Mitglied des Trainerstabs.